# Hubert Knackfuß
Hubert Knackfuß (* 25. Juni 1866 in Dalheim; † 30. April 1948 in München) war ein deutscher Bauforscher, der maßgeblich an den Ausgrabungen der antiken Städte Milet und Didyma beteiligt war. Er gilt als einer der Mitbegründer der antiken Bauforschung als selbständige Disziplin innerhalb der archäologischen Wissenschaften.

## Herkunft
Sein Großvater war der preußische Generalmajor Friedrich Ludwig Karl Knackfuß (1772–1842). Seine Eltern waren der Rentmeister von Burg Eltz Eduard Knackfuß (1823–1893) und dessen Ehefrau Bernhardine von Martial (1823–1883). Seine Brüder waren der Historienmaler Hermann Knackfuß und der kath. Theologe und Maler Eduard Heinrich Knackfuss.

## Leben und Wirken
Knackfuß studierte Architektur an der RWTH Aachen und war seit 1901 an den Ausgrabungen der Königlichen Museen zu Berlin in Kleinasien beteiligt. In Zusammenarbeit mit Theodor Wiegand leitete er in Milet die Freilegung einiger bedeutender Bauwerke aus der römischen Epoche, darunter das Theater, das Rathaus und das berühmte Markttor. Für letzteres entwarf Knackfuß die Rekonstruktion, welche 1929 im Berliner Pergamonmuseum nach seinen Plänen umgesetzt wurde. Das Tor wurde allerdings nicht, wie Knackfuß und Wiegand es gefordert hatten, in seiner ursprünglichen Weise aufgebaut, sondern auf einem Stahlgerüst aufgefädelt, welches ihm mehr Standsicherheit gab. Darüber soll Knackfuß so empört gewesen sein, dass er der Einweihung fernblieb und das nach seinem Entwurf wiedererrichtete Bauwerk angeblich niemals gesehen hat. Mit der Rekonstruktion des Markttores von Milet begann seine Arbeit auf dem Gebiet der antiken Bauforschung, welche bald zu seiner Hauptbeschäftigung wurde. Wie kein anderer zuvor versuchte er die baulichen Überreste antiker Denkmale möglichst genau zu dokumentieren, um sie später auf dieser Grundlage zeichnerisch rekonstruieren zu können, womit er sich viel Anerkennung erworben und späteren Bauforschern den Boden geebnet hat.
Knackfuß blieb vorerst in Kleinasien tätig. Vor und nach dem Ersten Weltkrieg leitete er bei Milet die Ausgrabung des Apollonheiligtums von Didyma, welches das größte Heiligtum des hellenistischen Griechenland war. Über Jahre hinweg erforschte er dieses Denkmal und veröffentlichte seine Ergebnisse 1941 in der bis dahin umfangreichsten bauhistorischen Studie eines antiken Bauwerks. Gleichzeitig war er in seiner Funktion als zweiter Direktor des Deutschen Archäologischen Instituts in Athen an Ausgrabungen in Olympia und anderen antiken griechischen Stätten beteiligt. 1919 schließlich ging Knackfuß nach München, wo er an der Technischen Hochschule Antike Baukunst lehrte, bis er 1934 auf Druck der Nationalsozialisten den Lehrstuhl an Alexander von Senger abgeben musste.